# Саянский острог
Сая́нский остро́г — оборонительное сооружение (острог), построенное в 1717—1718 отрядом из 300 красноярских казаков во главе с дворянином И. Нашивошниковым.
Служил для защиты русских владений в Хакасии от вторжений монголов, принявших подданство Китая. Находился на правом берегу реки Енисей у подножия Саян в 120 верстах южнее Абаканского острога. Гарнизон состоял из 60 казаков-годовальщиков. К концу XVIII века сильно обветшал и был оставлен. Следы земляных укреплений Саянского острога сохранились и видны с дороги, ведущей к городу Саяногорску.
Острог исследовался археологическими раскопками С. Г. Скобелева.